# TYPE02
TYPE02は、ゲームワールドが配信している携帯電話アプリゲーム。対応機種はau(BREW)。ゲームジャンルは縦スクロールシューティングゲーム。

## 概要
本作はシューティングゲームの一ジャンル「弾幕系シューティング」に当たる。それに際して以下の特徴がある。
一つは、敵弾の進行方向に自機の当たり判定が重なっていた場合、該当する敵弾の進行方向をマーカーで示す。このマーカーが出ていないときは敵弾に当たる事はない。この設定は任意で行える。
もう一つは、自機の周りに沿ってリング状の領域があり、領域内にある敵弾の数によって得点レートが上がりショットが強化される。本作は撃ち込み点が存在するためハイスコアを得るならば、あえて弾幕の中に入り込む必要があるため、スリルさも兼ね備えている。
自機ショットは「拡散ショット」と「粒子砲(レーザー)」の二種類あり、常に自動で発射される。なお、ショットの切り替えは任意で行える。また、ショットの種類により自機のスピード、リング領域が変わる。
エクステンドは20,000点ごとに発生し、最終ボスをクリアした時点での残り数がそのまま点数になる。

## ステージ構成
1面 BGM：The lowest duty ボス：強襲陸上戦艦 クリムゾンカタラクト BGM：Don't look back!!
2面 BGM：Carpenter bee ボス：大型戦闘戦略爆撃機 コラテラルバスター BGM：Don't look back!!
3面 BGM：The lowest duty ボス：海上要塞 新東京湾第六海堡 BGM：Don't look back!!
4面 BGM：Carpenter bee ボス：大型制空戦闘機 リニアヘイル BGM：Profound door
5面 BGM：The lowest duty ボス：超大型惑星攻略戦艦 カタストロフィ BGM：Profound door